# Puelche (språk)
Puelche är ett utdött isolatspråk i Argentina. Språket dog år 1934 då Trruúlmani, sista personen som talade språket som sitt modersmål, avled. Språket hade inte en skriftlig standard.

## Fonologi

### Konsonanter
|             |             | Bilabial | Alveolar | Retroflex | Palatal | Velar | Uvular | Glottal |
| ----------- | ----------- | -------- | -------- | --------- | ------- | ----- | ------ | ------- |
| Nasal       | Nasal       | m        | n        |           |         |       |        |         |
| Klusiv      | tonlös      | p        | t        |           |         | k     | q      | ʔ       |
| Klusiv      | ejektiv     | pʼ       | tʼ       |           |         | kʼ    | (qʼ)   |         |
| Klusiv      | tonad       | b        | d        |           |         | g     |        |         |
| Affrikat    | tonlös      |          | t͡s       | t͡ʂ        | t͡ʃ      |       |        |         |
| Affrikat    | ejektiv     |          | t͡s’      | t͡ʂ’       | t͡ʃ’     |       |        |         |
| Frikativ    | Frikativ    |          | s        | ʂ         | ʃ       | x     |        | h       |
| Lateral     | tonlös      |          |          | ɬ         |         |       |        |         |
| Lateral     | tonad       |          |          | l         |         |       |        |         |
| Tremulant   | Tremulant   |          |          | r         |         |       |        |         |
| Flappar     | Flappar     |          |          | ɾ         |         |       |        |         |
| Approximant | Approximant |          |          |           | j       | w     |        |         |

Källa:

### Vokaler
|            | Främre | Bakre  |
| ---------- | ------ | ------ |
| Sluten     | i      | ɯ \| u |
| Halvsluten | e      | ɤ \| o |
| Halvöppen  |        | ʌ      |
| Öppen      | a      |        |

Källa: